# Mammillaria wiesingeri
Mammillaria wiesingeri es una especie perteneciente a la familia Cactaceae. 

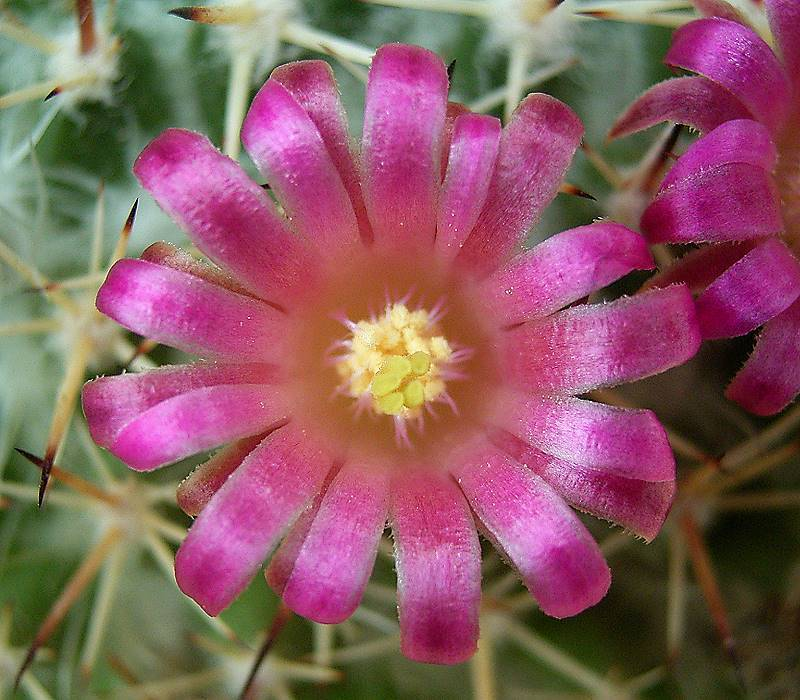
Flor

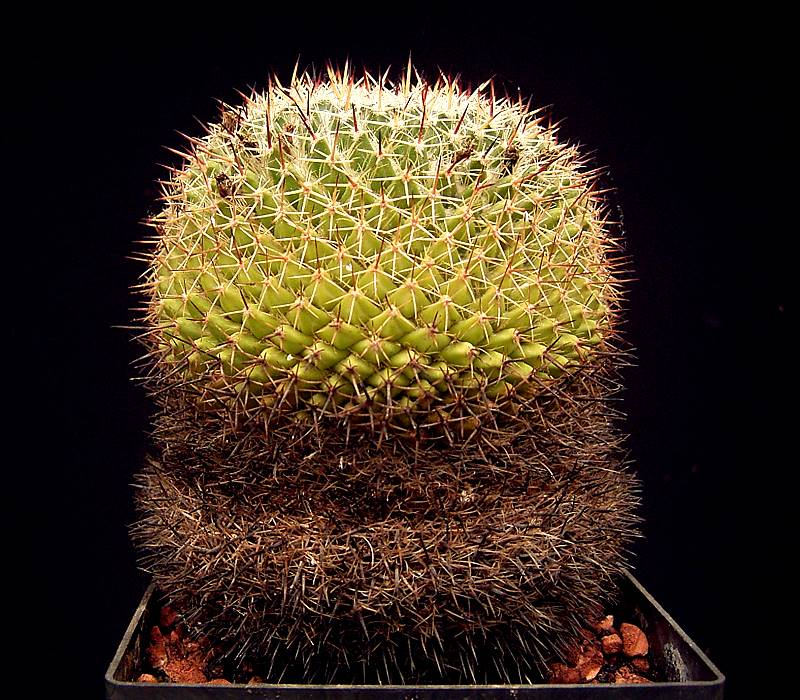
Vista de la planta

## Hábitat
Es endémico de Hidalgo en México. Su hábitat natural son los áridos desiertos.  Se ha extendido por todo el mundo como planta ornamental.

## Descripción
Mammillaria wiesingeri crece individualmente con tallos deprimidos  que son verdes, esféricos y sin brillo. Miden hasta 4 centímetros de alto y 8 centímetros de diámetro y tienen raíces gruesas. Las delgadas costillas tienen forma piramidal. Tienen débiles filos, son un tanto flojas y sin látex. Las axilas están desnudas o tienen en ocasiones cerdas. Las hasta 4  espinas centrales, rara vez 5 a 6, son de color marrón rojizo y hasta de 6 milímetros de largo. Las 13 a 20 espinas radiales son muy delgadas, en forma de aguja, vítreas de color blanco y de 5 a 6 milímetros de largo. Las flores son claras carmesí y miden 1 centímetro de longitud y diámetro. Las frutas son delgadas de color carmesí de hasta 1 cm de largo y contienen semillas  marrones.

## Taxonomía
Mammillaria wiesingeri fue descrita por Friedrich Boedeker y publicado en Bulletin de l'Academie Royale des Sciences et Belles-lettres de Bruxelles 5: 496, en el año 1838.
Etimología
Mammillaria: nombre genérico que fue descrita por vez primera por Carolus Linnaeus como Cactus mammillaris en 1753, nombre derivado del latín mammilla = tubérculo, en alusión a los tubérculos que son una de las características del género.
wiesingeri: epíteto otorgado en honor del coleccionista de cactus alemanes Wiesinger de Waldshut en Baviera, que es también el descubridor de la especie.
Variedad aceptada
- Mammillaria wiesingeri subsp. apamensis (Repp.) D.R. Hunt

Sinonimia
- Mammillaria erectacantha  Foerster
- Mammillaria mundtii K.Schum.
- Mammillaria apamensis Repp.